# Jardins de la Torre Melina
Els jardins de la Torre Melina són una zona verda del districte de Les Corts de Barcelona, pertanyent a una masia enderrocada a principis de la dècada del 1990. Estan catalogats com a bé cultural d'interès local.

## Història
La primera referència documental és del 1160, quan el bisbe de Barcelona Guillem donà un alou a Pere Corts, amb la condició que hi construís un mas, possiblement el primitiu Riba o Terrers. Posteriorment, passà per les mans de diverses famílies, una de les quals, d'origen italià (Malin, Malina o Comelina) li va donar nom. D'aquests passà a Jeroni de Çacirera, cavaller de Barcelona i resident a Tàrrega, i la seva esposa Paula Santandreu, que el 1644 l'establiren en emfiteusi a Jacint Bonells, canonge de la catedral de Barcelona El 1655, aquest la vengué, juntament amb altres finques, al notari Josep de Soldevila i Masdeu, casat amb Teresa Daguí, que a la seva mort el 1739 llegà la propietat al seu net Josep Antoni de Soldevila i Bransí, aleshores un nen de 9 anys. El 1765, aquest va obtenir del Reial Patrimoni la facultat de buscar-hi aigües subàlvies a canvi d'un cens d'un sou anual, però finalment l'empresa es va abandonar, ja que els costos superarien els beneficis.
Mort sense fills, bo i seguint l'ordre successori establert per Josep de Soldevila i Masdeu en el seu testament, la propietat passà a mans al fill d'aquest, Francesc de Soldevila i Daguí, que fou tresorer de l'Exèrcit d'Aragó, i morí el 1785, deixant com a hereva la seva esposa Peronella de Llorac i Baget. Aquesta morí l'any següent i fou succeïda per la seva filla Francesca de Soldevila i de Llorac, que morí el 1807 sense fills, deixant com a hereu el seu marit Francesc Antoni de Castellarnau i de Magrinyà. Aleshores es va suscitar una disputa entre aquest i Josep Ignasi d'Alòs i Barrera (1768-1823), tercer marquès de Puerto Nuevo i net de Lliberata de Soldevila i Daguí, que es va resoldre el 1808 amb una sentència arbitral. Finalment, el 1824, els marmessors de Francesca de Soldevila vengueren la propietat al fabricant Pere Keittinger  (1772-1837), que juntament amb el seu fill Joan Keittinger i Rousset hi van fer reformes i ampliacions, com la mina d'aigua datada el 1836, segons una inscripció.
Pere Keittinger va morir el 1837, i el 1846, el seu fill vengué la propietat a l'indià de Vilanova i la Geltrú Josep Inglada i Marquès (1777-1855), que havia fet la seva fortuna a Cuba. La casa tornà a ser reformada com a residència familiar, i a la mort el 1869 de la seva vídua Maria Dolors Moragas, la propietat va quedar dividida a parts iguals entre els seus fills, que el 1874 la vengueren al fabricant tèxtil de Manresa Josep Pons i Enrich (1811-1893). El 1875, n'encarregà la reforma al mestre d'obres Josep Fontserè i Mestre, que afegí una doble escala a la façana nord que portava al primer pis, i convertí l'entorn en un jardí d'estil anglès amb elements romàntics, entre els quals destaca un estany amb un templet central sobre una base de rocalla, al qual accedien cignes i ànecs a través d'una petita passarel·la. També hi ha una ocellera, un umbracle, una pèrgola i diversos bancs.
Josep Pons i Enrich fou succeït pel seu fill Ignasi Pons i Enrich (†1896), i aquest pel seu fill Josep Pons i Arola, que va transformar la finca en una gran explotació agropecuària. Casat amb Mercè Ferrer i Bertrand, filla de Maria i neboda de Manuel Bertrand i Salsas, a la seva mort el 1922 el succeïren els seus fills Ignasi, Josep Mercè i Pons i Ferrer. El 1926, s'hi va construir un camp de tir al plat i al colomí, que funcionà fins al 1956. El Reial Club de Polo de Barcelona arribà amb un acord amb els germans Pons i Ferrer per a construir-hi les seves instal·lacions, inaugurades el 1932. També hi va haver el primer camp de futbol del Centre d’Esports l’Hospitalet, fundat el 1957, on també van jugar altres equips, com l’històric Catalunya de les Corts. Als anys 1960 s'hi van instal·lar el Canòdrom Avenida i el Karting Barcelona.
El 1979, els germans Pons i Ferrer van aportar la finca a la societat Torre Melina SA, que el 1990 en va vendre uns 60.000 m² a la societat anònima Barcelona Project’s, vinculada al príncep saudita Turki Ben Nasser Abdul Aziz Al Saud. Aquesta hi construiria un hotel de luxe de cara als Jocs Olímpics de 1992, projectat per l'arquitecte Carles Ferrater i explotat pel Grup HUSA amb el nom de Juan Carlos I. Tot i que els promotors s'havien compromès a rehabilitar la masia i els jardins, el gener del 1992 es va fer públic que havien enderrocat «accidentalment» la Torre Melina pel seu estat ruinós, i van oferir la possibilitat de construir-ne una rèplica. Tanmateix, l'Ajuntament de Barcelona va desestimar aquesta opció i els va imposar una multa irrisòria de 25.000 pessetes, que finalment, davant les protestes veïnals, va ascendir als 10 milions.
El 2014, Barcelona Project's va atorgar l'explotació de l'hotel a Fairmont Hotels & Resorts per 25 anys, dels que només se'n van complir nou, ja que el gener del 2023 va signar un nou contracte amb el Grup Meliá, que el reobrí l'any següent amb el nom de Torre Melina Gran Meliá.

## Descripció
El conjunt inclou el celler, els estables i les cavallerisses, i està integrat dins del complex hoteler per a ús dels seus clients, tot i que, en principi, hauria de poder ser lliurement visitat pel públic. Originalment, els jardins havien ocupat 2,5 hectàrees, però amb la construcció de l'hotel i la piscina s'hi va talar un bosc de roures centenaris. Amb tot, s'hi conserven arbres i plantes d'origen tropical (plàtans, palmeres, palmes, iuques, etc.), altres de l'àrea mediterrània (xiprers, pins, pitus porum, etc.), trepadores, plantes aromàtiques i medicinals, mimoses, etc.
La masia era de grans dimensions, amb façanes molt ben projectades, tant a la part davantera com a la posterior, amb els corresponents annexos laterals. La façana principal té dos grans portals, un amb arc de mig punt i l'altre rectangular, i també diversos balcons i finestrals. La façana posterior, que donava a una horta amb arbres fruiters, semblava d'aspecte més enriquit amb una gran balconada protegida per una balustrada, suportada per una porxada a nivell de terra. Tot aquest sector estava decorat amb bordons de pedra que li volien donar un caràcter renaixentista. La coberta era un ampli terrat.
Tocant al mas hi havia una capella, on ja no es rendia culte, on s'hi havia venerat la Mare de Déu de la Pau.